# Peski, Lappa ja poliisit
Peski, Lappa ja poliisit è un cortometraggio muto del 1915 diretto da Bror Berger.